# レーモン・ベルティヨン

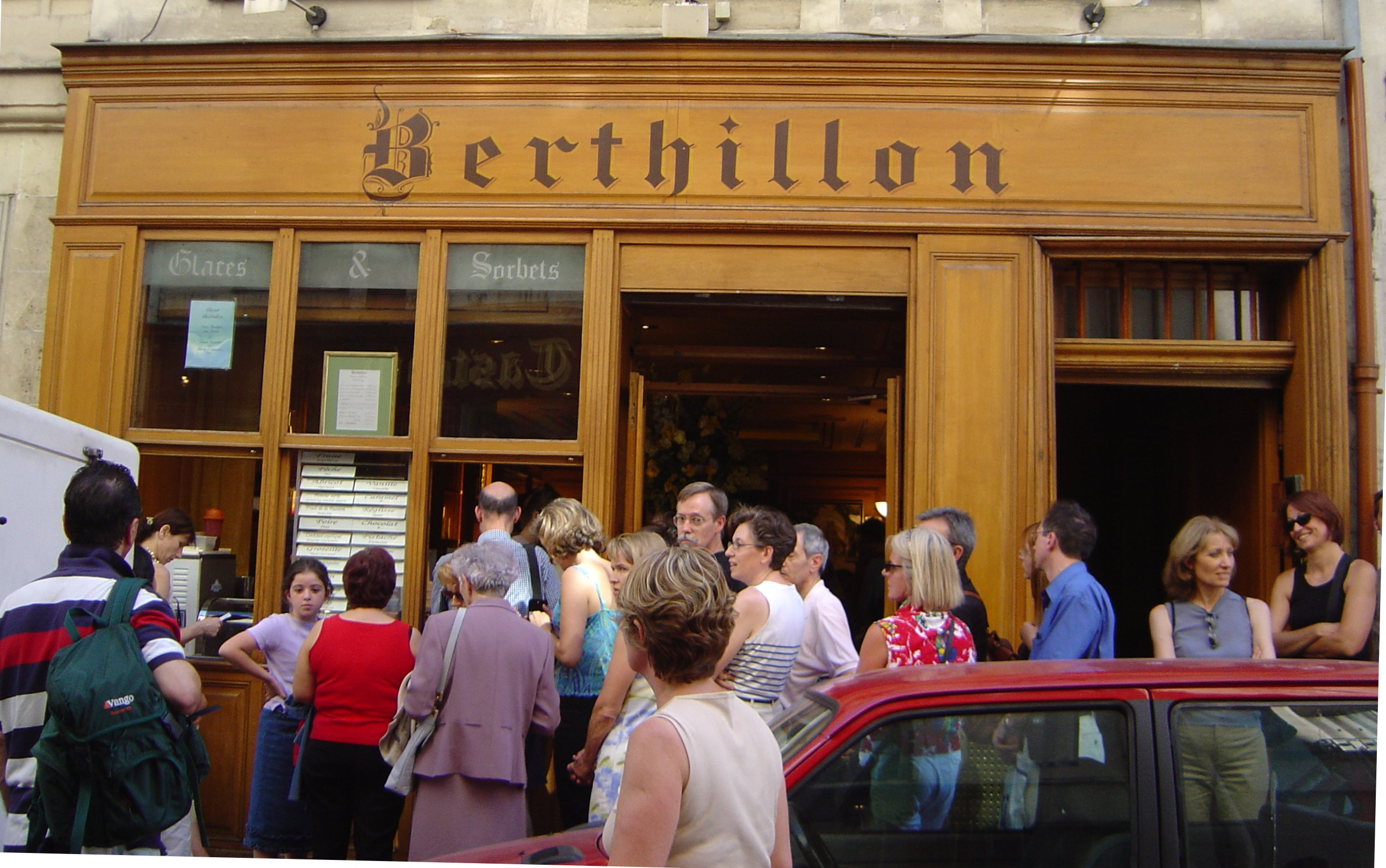
パリのベルティヨン

レーモン・ベルティヨン（Raymond Berthillon、1923年12月9日 - 2014年8月9日）はフランスの実業家。アイスクリーム店老舗「ベルティヨン」の創業者。